# Cultura Lima
```
   [[Categoria:Estados extintos da América do Sul|Cultura Lima, 
100
]]
```

A Cultura Lima é uma cultura pré-incaica que se desenvolveu na Costa Central, no atual departamento epônimo, entre os anos 100 e 700 da era cristã, durante o período Intermédio Inicial e o início do Horizonte Médio. É contemporâneo às culturas Moche, Nazca, Recuay e Huarpa. A Cultura Lima é conhecida por suas cerâmicas coloridas e esculturais com representações de seres e peixes serpenteados emaranhados. Também por os seus edifícios feitos com pequenos tijolos artesanais e além das cerâmicas finas e policromáticas decoradas com motivos geométricos.

## Localização geográfica da Cultura Lima
A cultura de Lima se desenvolveu principalmente nos vales dos rios Chillón, Rímac e Lurín, localizados na costa central do Peru. Estes três vales (incluindo o vale seco de Ancon) têm caracteres comuns que lhes dão unidade geográfica.
Ao norte expandiu-se para o vale do rio Chancay e ao sul para o vale do rio Mala. A oeste, fazia fronteira com o Oceano Pacífico e o leste com o início da cordilheira dos Andes.

## Peculiaridade Cultural
A marca desta cultura é sua iconografia que é simples: a maioria de seus projetos são baseados na imagem de duas cobras com cabeças triangulares (cujos corpos formam um ziguezague), um ser sobrenatural sorrindo e uma espécie de polvo Octopus sp. Esta iconografia foi criada por tecelões e depois transposta para outros materiais e suportes.
Outras características peculiares da cultura de Lima são:
- As técnicas de construção, basicamente duas:
  - O uso de taipa, isto é, de paredes feitas de grandes blocos de lama.
  - O uso de pequenos paralelepípedos de adobe, estes dispostos nas paredes na forma de livros em uma prateleira).
- O projeto de complexos arquitetônicos monumentais, estruturados em torno de praças e uma área residencial adjacente.
- Os costumes funerários (enterravam os corpos de maneira prolongada, de cúbito dorsal o ventral, fato que abruptamente quebrava a antiga tradição de corpos numa posição flexionada).

## Principais assentamentos
Os principais locais da cultura Lima são:
- No vale de Chancay: Cerro Trinidad.
- No vale seco de Ancón: Playa Grande.
- No Vale Chillón: Cerro Culebra, La Uva, Copacabana.
- No Vale do Rímac: Maranga, que é um imenso complexo arquitetônico, a mais importante das últimas fases da Cultura Lima, atualmente nos distritos de Cercado, San Miguel e Pueblo Libre, onde se destaca a huaca de San Marcos; o complexo de Cajamarquilla e a pirâmide de Nieveria, ambos no distrito de Lurigancho-Chosica; Mangomarca, no distrito de San Juan de Lurigancho; a Huaca Pucllana,  Pugliana  ou  Juliana , na zona costeira do distrito de Miraflores; a Huaca Trujillo (Huachipa); Vista Alegre (perto de Puruchuco).
- No vale de Lurín: o antigo templo de Pachacamac, que foi a construção mais antiga deste santuário.

## Períodos de desenvolvimento

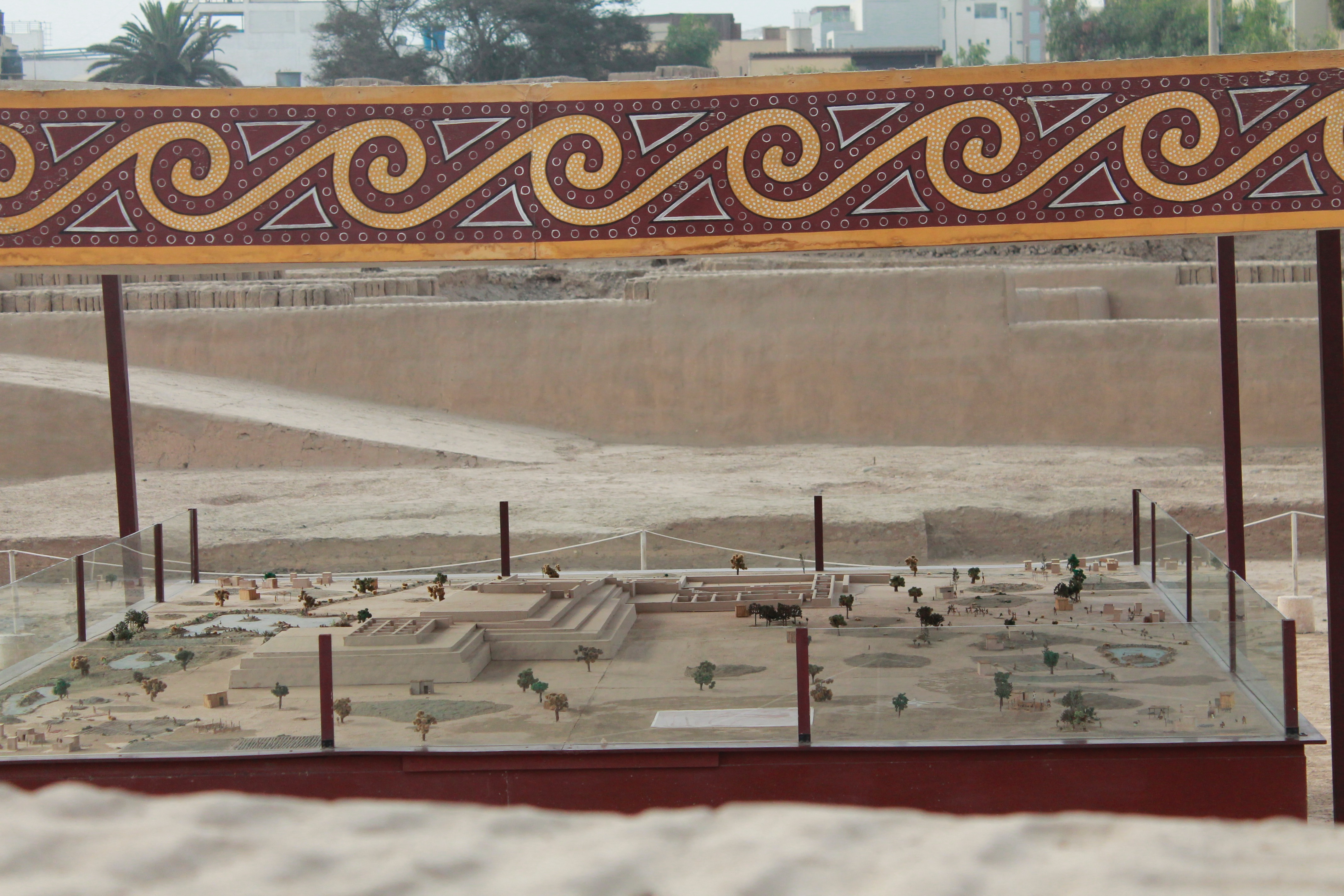
Maquete de Huaca Pucllana

Estudiosos fizeram várias tentativas de ordenar cronologicamente o desenvolvimento desta cultura, seguindo fundamentalmente o estilo das peças de cerâmica encontradas.

### Três grandes etapas
Com o declínio da Cultura Chavín, as comunidades da costa central do atual Peru se desenvolveram em três etapas até serem absorvidas pela Cultura Huari. Estas etapas são diferenciadas principalmente pelo estilo de suas respectivas cerâmicas e são nomeadas da seguinte forma:
- Primeiro etapa: Baños de Boza ou Miramar (Cultura Proto-Lima, século III a.C ao século II d.C)
  - Cerâmica: Branco no Vermelho
- Segunda etapa: Playa Grande (Cultura Lima, do 2 ao 6 do século AD)
  - Cerâmica tricolor: branco, vermelho e preto
  - Estilo Interlocking
- Terceira etapa: Maranga - Cajamarquilla - Nievería (Cultura Lima, século VI a VII d.C)
  - Cerâmica Tetracolor: Branco, Vermelho, Preto e Cinza

### A subdivisão em fases por T. Patterson
Estes estilos foram subdivididos em uma classificação que o arqueólogo americano Thomas C. Patterson fez em 1964. Este estudioso, seguindo as contribuições metodológicas de John Rowe, definiu 13 grupos de conjuntos cerâmicos que compartilham um número significativo de características e correspondem a um número similar de fases:
- As quatro primeiras fases são anteriores à Cultura Lima, e por isso são chamados chamado de Proto-Lima, e são caracterizados pelo desenvolvimento do estilo branco sobre vermelho, cujas amostras de cerâmica foram encontradas em Miramar, perto de Ancón, que foram comparadas com outras amostras de estilo similar encontradas em Baños de Boza e Cerro Trinidad, no vale de Chancay.
- As nove fases ou estilos seguintes correspondem à Cultura Lima; destes os sete primeiros correspondem ao estilo conhecido como Interlocking e os dois últimos ao Maranga.[4]

### Estilos cerâmicos
A seguir, uma breve explicação dos três grandes estilos de cerâmica Proto-Lima e a Lima:
- O estilo branco sobre o vermelho (fase Proto-Lima) é caracterizado por ser sua decoração pintada de branco sobre o fundo vermelho natural da cerâmica (outro método era cobrir a superfície primeiro com uma tinta branca na qual se decorada com pinceladas pretas e vermelhas). Esta cerâmica era grosseira na aparência, com decoração simples e geométrica. As formas mais comuns são os potes quase globulares com pescoço curto, pratos, tigelas, pequenos jarros, etc.
- O estilo Interlocking (entrelaçado, fase Lima) é caracterizado por ter como padrão de decoração principal uma série de figuras estilizadas como peixes ou cobra tecidas em conjunto como figuras geométricas de linhas e pontos. Usa as cores branco, vermelho e preto (tricolor) em um fundo de engobe vermelho. As formas representativas desta fase são copos, panelas e vasos.
- O estilo Maranga (fase Lima) é caracterizado por sua decoração de greca, peixes entrelaçados, linhas entrecruzadas, triângulos, círculos e pontos brancos. Usa as cores vermelho, branco, preto e cinza (tetracolor) em um fundo de engobe laranja, fino e brilhante. As formas da cerâmica são muito variadas, incluindo a chamada forma lenticular. Sua fase final é conhecida como estilo Nievería.

## Etapas
As etapas do desenvolvimento cultural dessa cultura são:

### Primeira fase: Baños de Boza ou Miramar
Este estágio cultural é o antecedente imediato da Cultura Lima e situa-se no rescaldo da influência Chavín e no início do Intermédio Inicial (do século III a.C ao século II d.C) Embora seja improvável que seu estilo de cerâmica, chamado Branco sobre Vermelho, desse origem aos últimos estilos cerâmicos da Cultura Lima, estes parecem ter origem estrangeira. Inclusive, sabemos que na época da transição, o estilo Branco sobre Vermelho coexistiu por um bom tempo com os da Cultura Lima.
O arqueólogo alemão Max Uhle foi quem no início do século XX encontrou vestígios do estilo cerâmico branco sobre vermelho em Cerro Trinidad, perto da cidade de Chancay. Ele também encontrou evidências de outro estilo de cerâmica, que mais tarde seria chamado interlocking, que ele erroneamente considerou mais antigo. Por volta de 1920 Alfred Kroeber continuou os estudos em Cerro Trinidad, e mais tarde, William D. Strong e John M. Corbett encontraram vestígios do estilo vermelho sobre branco em Pachacámac mais ao sul, no vale do Lurin.
Gordon Willey foi quem definiu corretamente a sequência cronológica de estilos de cerâmica encontrados em Cerro Trinidad, colocando o estilo branco sobre vermelho como o mais antigo da Costa Central. Willey também fez escavações em Baños de Boza, no vale do Chancay, que acabou se mostrando como uma ocupação onde foi encontrado exclusivamente o estilo branco sobre vermelho, razão pelo qual era conhecido como estilo Baños de Boza. Willey publicou os resultados de seus estudos em 1945.
Outras escavações em Miramar (próximo a Ancon) trouxeram à luz várias peças de cerâmica com uma outra forma do estilo branco sobre vermelho, que foi batizada de "estilo Miramar". Em 1964, o arqueólogo americano Thomas Patterson, em sua famosa seqüência de fases do desenvolvimento cerâmico, colocou o estilo branco sobre vermelho de Miramar em quatro fases, anteriores à Cultura Lima.
O estilo branco sobre vermelho, em seus ramos Baños de Boza e Miramar, influenciou os oleiros de cerâmica de todas as comunidades das aldeias da costa central de Lima (vales de Chancay, Ancon , Chillon, Rimac e Lurin) após o fim da influência da cerâmica de estilo Chavin. As escavações trouxeram à luz vestígios de vasos quase globulares com um pescoço curto, com uma abertura dilatada e quase convexa. Havia também pratos, copos, pequenos jarros, etc.
Nesta fase existiam na região pequenas aldeias de pescadores e pequenas aldeias de agricultores. Estas últimas ocupavam as encostas em forma de terraços à beira do vale. Os desfiladeiros laterais eram particularmente importantes porque coletavam água durante a estação chuvosa. Um sistema de reservatório em Huachipa permitiu armazenar água. Na Tablada de Lurín foram descobertos extensos cemitérios, variando de 20 a 50 hectares, que abrigaram milhares de túmulos desse período. A presença de maças, estólicas e fundas como oferendas funerárias e evidência de abrigos protegidos por muralhas nas partes superiores das colinas indicam que as relações com os grupos étnicos vizinhos não eram inteiramente pacífica.

### Segunda fase: Playa Grande
Esta etapa e seu estilo cerâmico (também chamado de Interlocking) correspondem à primeira etapa da Cultura Lima (séculos II a V d.C.).
O que lhe dá o nome é o assentamento de  Playa Grande  localizado na  atual estância de Santa Rosa, na região metropolitana de Lima, 3 km ao sul de Ancón, descoberto por Louis Stumer em 1952. No entanto, esse estilo fora previamente identificado por Max Uhle em Cerro Trinidad (Chancay), e estudado por Kroeber (1926), Strong e Corbett (1943) e Willey (1943), sob o nome de interlocking ou interlocked fish, 

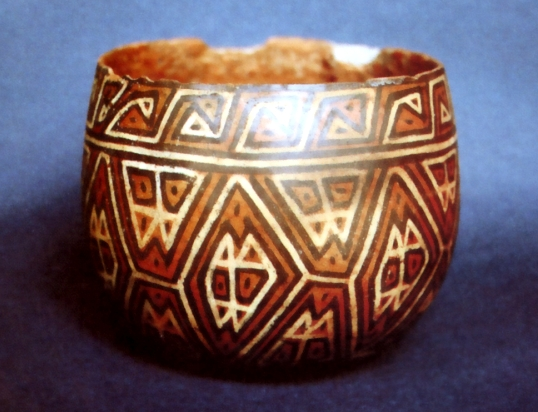
Pote de estilo Playa Grande, con decoração "interlocking". MNAAHP.

  considerando que a sua principal característica são desenhos estilizados de peixes (ou cobras) entrelaçados que decoravam as cerâmicas, combinando preto, branco e vermelho (tricolor). Aparentemente, sua origem estaria na influência da Cultura Recuay, localizada mais ao norte, em Ancash.
Sua posição estratigráfica como posterior a Baños de Boza e anterior a Maranga e a Tiahuanaco-Huari foi corroborada por estudos detalhados realizados por Ernesto Tabio em 1957. Então, Patterson incluiu em seu seqüência de desenvolvimento de cerâmica sob o nome "Lima" (1964).
Demonstrando o progresso tecnológico, os oleiros que serviam os centros cerimoniais desta era produziram formas de cerâmica finas e agradáveis, mas também foram encontrados grandes potes feitos com massa grossa e aparência áspera.
A área de distribuição deste estilo localiza-se entre o vale Chancay ao norte e o Lurín ao sul, sugerindo que os grandes senhores da costa central tenham expandido seus domínios.
Os edifícios construídos durante a fase Baños de Boza-Miramar foram ampliados, tornando-se grandes pirâmides de plataformas escalonadas. Esses palácios-templos tinham grandes pátios para reuniões rituais e atividades comerciais. Complexos urbanos também foram construídos em vários lugares nos vales. Os santuários e moradias dos nobres eram cercados por extensas plantações e currais com gado abundante.
A base quadrangular da arquitetura monumental era feita com paredes de pedra. Surgiram então as plataformas de vários andares, construídas com adobes de diferentes formas e tamanhos. As paredes interiores tinham paredes rebocadas. Eles decoraram suas paredes com tons de vermelho e branco. Algumas paredes principais foram decoradas no estilo Interlocking, de maneira multicolorida, como foi descoberto em Cerro Culebras (Vale Chillón).

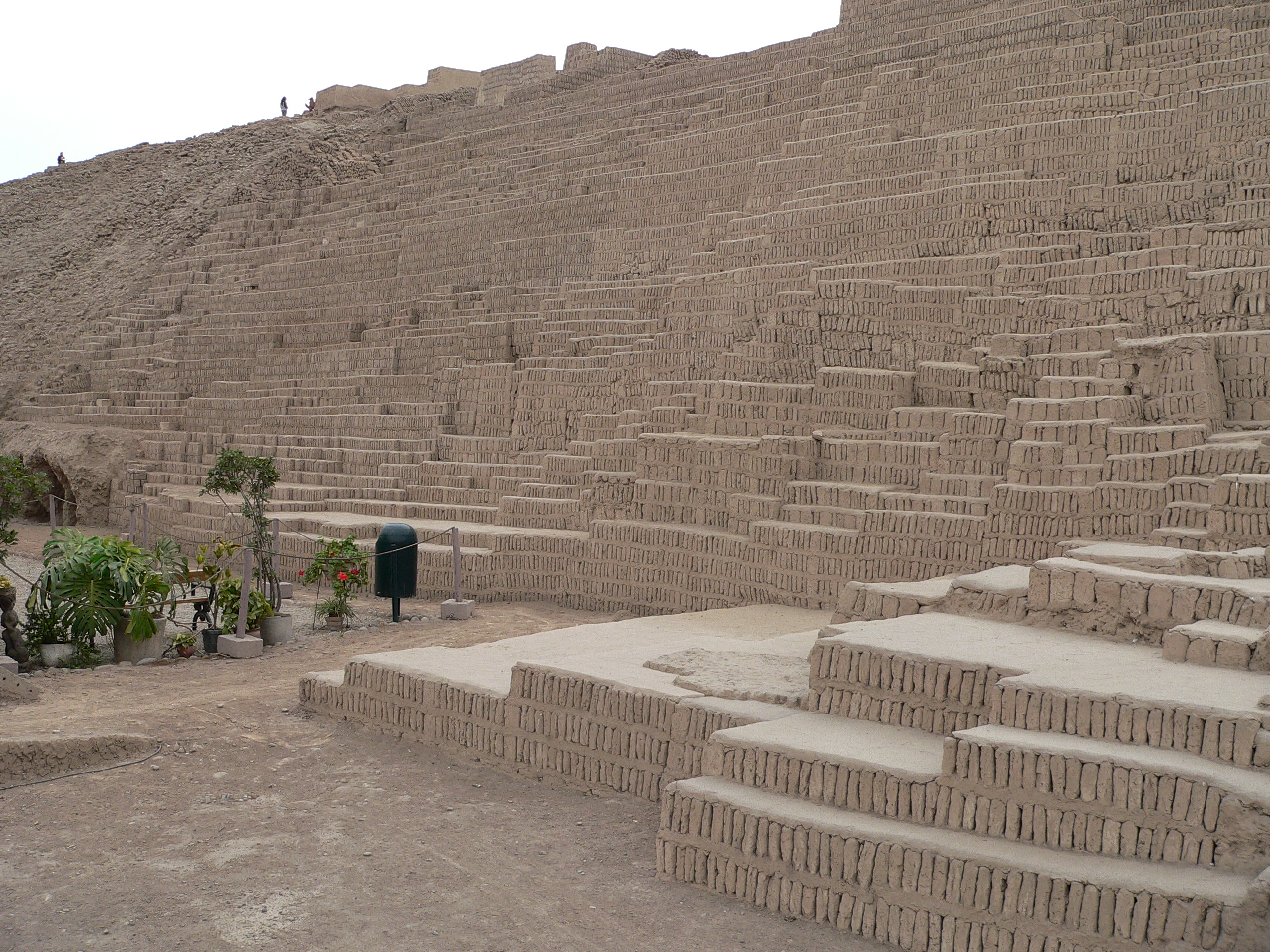
Huaca Pucllana e seus pequenos adobes característicos. Distrito de Miraflores, Lima.

Construir estas pirâmides gigantes, com milhares de pedras e milhões de pequenos adobes, exigiu a participação de arquitetos, pedreiros, ajudantes, porteiros, pintores, decoradores, carpinteiros, técnicos e mão de obra abundante. Portanto, intui-se que a população dos vales deve ter sido muito numerosa.
Uma característica importante desta etapa foram as mudanças no comportamento dos funerais: posição flexionada tradicional do corpo em posição fetal, ou sentada é substituída no ritual da Cultura Lima, pela posição estendida dos membros do corpo. Escassas datações obtidas por carbono 14 situariam este fato entre o século IV e o século V. Em Playa Grande foram feitos 12 enterros com 30 indivíduos; nos enterros mais notáveis haviam oferendas de quartzo, jadeíte, turquesa, lápis-lazúli, conchas de Spondylus e obsidiana. Em um dos túmulos foram encontrados dois troféus de cabeças humanas colocados como oferenda, bem como aves de linda plumagem.
De todos os assentamentos desta época, Playa Grande foi provavelmente o mais importante, nesta época mais importante que o antigo santuário de Pachacámac e outros assentamentos da cultura de Lima. A localização de Playa Grande, em frente ao mar e de um grupo de ilhas demonstram sua importância religiosa, bem como a riqueza de sua cerâmica e instrumental encontrada (por exemplo, a sandália de Playa Grande).
Infelizmente, grande parte da informação de Playa Grande foi destruída com a construção do atual balneário;atualmente devido à falta de recursos e de interesse das autoridades, os restos subjacentes podem ser perdidos em mais de 100 hectares da área não urbanizada do balneário; área cobiçada por várias imobiliárias.
Outros exemplos clássicos do estilo Playa Grande foram encontrados no vale Chillón, particularmente em Cerro Culebra e em Copacabana, dois assentamentos com arquitetura monumental. Também vasos , tecidos e arquitetura de adobes desta cultura foram encontrados nas bacias vizinhas do rio Rímac (Huaca Trujillo, perto de Cajamarquilla, em Huachipa) e Lurín (Pachacámac e Tablada de Lurín).

### Terceira fase: Maranga - Cajamarquilla - Nievería

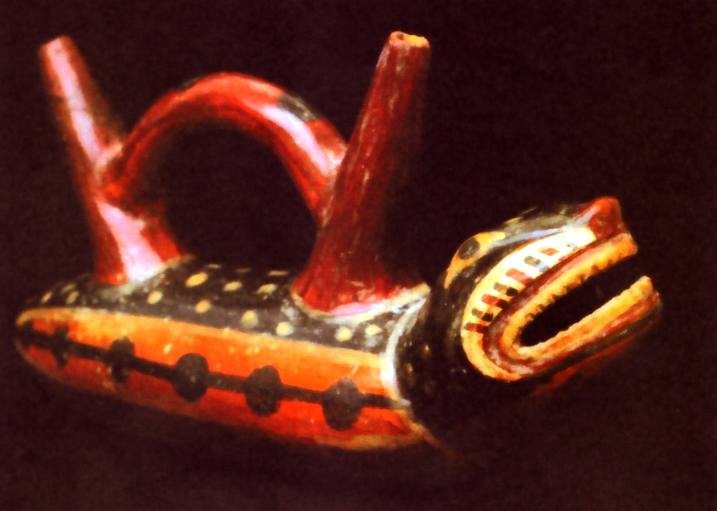
Garrafa esculpica de estilo Nievería que representa uma serpente. Museu Larco, Lima

O último período na história da Cultura de Lima (séculos VI-VII d.C.) foi reconstruído pelos arqueólogos principalmente a partir das escavações nos vales de Rimac e Lurin. De crucial importância foram os trabalhos em Cajamarquilla e Nievería (ambos na margem direita do Rimac), bem como o no Complexo Arqueológico Maranga (margem esquerda do rio), hoje parcialmente dentro do campus da Universidade Nacional Maior de São Marcos.
Max Uhle foi o primeiro a estudar o estilo de cerâmica Nievería, fino acabamento e decoração elegante, que as relacionou com outras amostras encontradas em Cerro Trinidad ao qual tinha denominado como Proto-Lima, acreditando ser de origem Nazca. Raoul Dancourt, em 1922, preferiu chamar  às cerâmicas de Nievería de Cajamarquilla. Mais tarde, em 1949, o arqueólogo equatoriano Jacinto Caamano Jijónusou o termo Maranga para a fase final do "Proto Lima" utilizando o nome do complexo arquitetônico em que estavam realizando seus estudos. Foi Stumer quem sugeriu os nomes de Playa Grande para as fases iniciais (chamada de Interlocking) e Maranga para as posteriores. E em 1964, T. Patterson unificou esses nomes sob a palavra Lima, divididas em 9 fases, colocando o estilo Nievería no início do Horizonte Médio (660 d.C.). Atualmente, Nievería é definida como uma variedade local e contemporânea da última fase do estilo Lima ou Maranga.
O estilo Maranga poderia ser uma derivação de Playa Grande; mas na verdade é tecnicamente superior. Os ceramistas desse período faziam cerâmicas de várias formas, decoradas com grecas, peixes entrelaçados, linhas entrelaçadas, triângulos, círculos e pontos brancos. Quanto à coloração, foi o tetracolor, além das cores já utilizadas nas fases posteriores de Playa Grande (vermelho, branco e preto) foi adicionada uma nova cor, o cinza. Este estilo cerâmico perdurou até depois do domínio dos Huaris, sem dúvida porque era superior à dos conquistadores, embora inevitavelmente acabasse sofrendo influência dos invasores.

## Fim de uma cultura

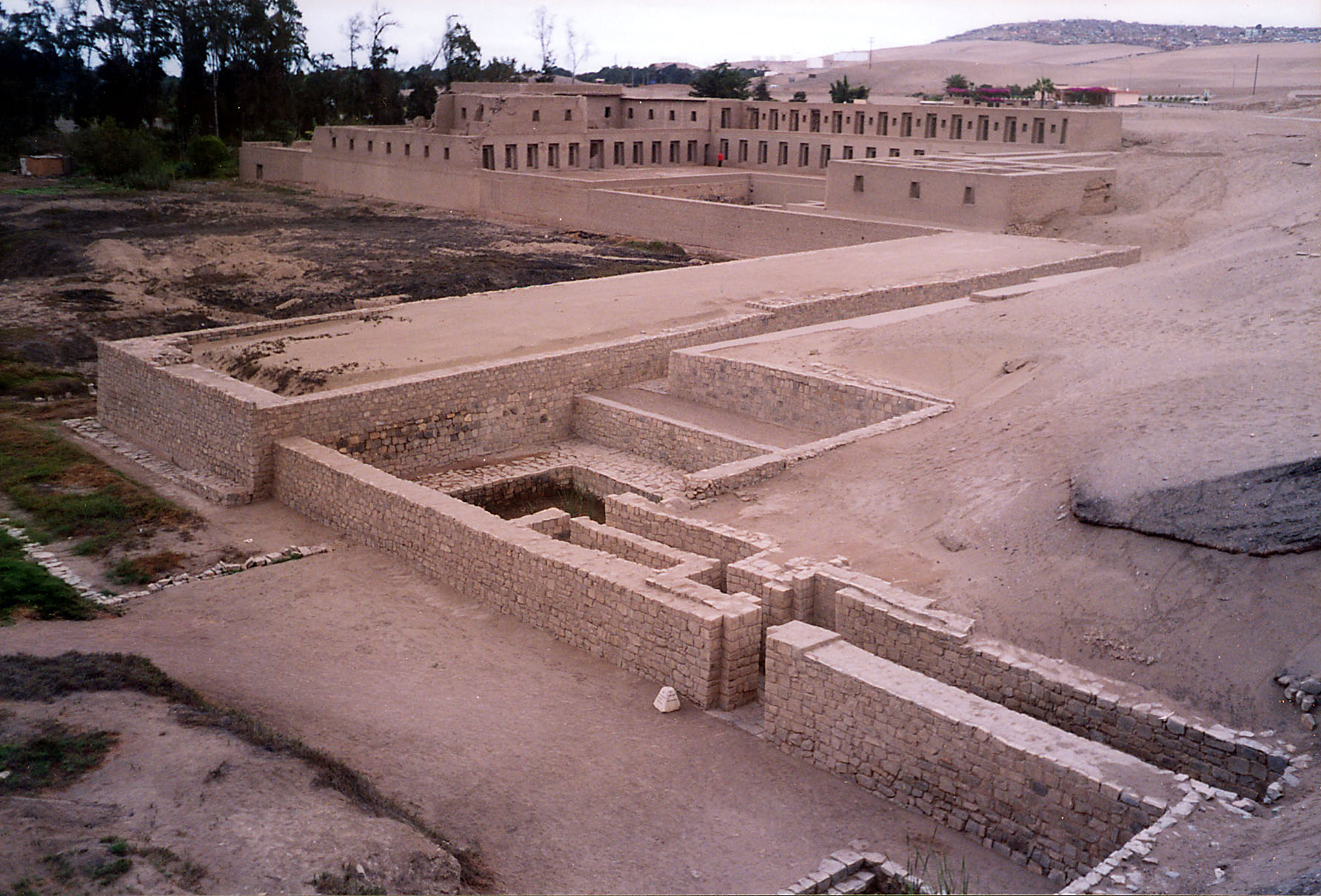
Vista do Mamacona (casa das Virgens) do santuário de Pachacamac.jpg

Todos os edifícios escavados indicam que eles foram abandonados durante o século VIII. Acredita-se que o abandono foi causado por cataclismos naturais ou invasões estrangeiras, como a dos Huaris. Os vestígios indicam que se tratava de uma saída organizada dos espaços públicos respeitando regras precisas. Os pátios e outros edifícios no topo das pirâmides foram enterrados com materiais específicos. Os acessos foram selados com paredes de adobe, blocos de barro ou pedra. Não sabemos se todos os casos ocorreram ao mesmo tempo e pelas mesmas razões. Alguns arqueólogos opinaram que talvez fosse um ritual relacionado com a morte do último residente de cada palácio na fase Maranga. Em qualquer caso, enterros e outras evidências de atividade humana demonstram que a arquitetura pública foi abandonada na mesma época em que na costa central se difundiam a cerâmica e os têxteis adornados com desenhos provenientes das culturas Tiauanaco e Nazca (estilos Viñaque, Pachacámac e Atarco). Às vezes ceramistas locais também adotaram essas expressões (estilo Nievería).
Este panorama do colapso do poder central contrasta com a difusão do estilo local, Nievería, em direção a Lambayeque, junto com outros estilos do sul. É provável que vários representantes das elites da Cultura Lima se juntassem a outros grupos Huari para conquistar o norte. Nesta época, o santuário de Pachacamac alcançou grande importância como centro de atração para milhares de peregrinos, de onde se espalhou no mundo andino a adoração do deus do mesmo nome. Talvez tenha sido nesse centro onde a hipotética aliança entre os senhores de Lima e os Huari foi selada.